# Lac Faribault
Der Lac Faribault ist ein See auf der Ungava-Halbinsel in der Region Nunavik in der kanadischen Provinz Québec.

## Lage
Der Lac Faribault liegt 150 km westlich der Ungava Bay und 75 km südöstlich des Lac Payne. Er liegt 205 m über Meereshöhe. Seine Fläche beträgt 236 km². Der Lac Faribault ist 39 km lang und bis zu 8 km breit. Der See wird über den Fluss Rivière Péladeau in südöstlicher Richtung zum Rivière aux Feuilles und weiter zur Ungava Bay hin entwässert. 

## Etymologie
Der Lac Faribault wurde in Erinnerung an Georges-Bernard Faribault (1866–1904), einen Begleiter von Albert Peter Low  auf dessen Expedition in den Jahren 1903 und 1904, benannt.